# Once Upon a Time in Texas
Once Upon a Time in Texas es un episodio de la serie de TV estadounidense Héroes por la productora NBC, el séptimo de toda la cuarta temporada conocida como Redemtionp. El episodio se estrenó el día 2 de noviembre de 2009, la estrella invitada más destacada fue el retorno de Jayma Mays.

## Trama
El episodio comienza con Hiro llegando hace 2 años en la cafetería “el pan tostado” y la misma fecha en que Charlie murió. Hiro entonces después de deshacerse de su bata de hospital y decir un discurso estimulante a un niño llamado Petey, se compromete a salvar a Charlie del malvado Sylar quien llega ala cafetería dispuesto a matar a Charlie. 
Mientras Samuel Sullivan gracias al poder de Lydia se entera de que Hiro se encuentra en el pasado intentando salvar a su fallecido amor. Después Samuel, por decisión propia, es enviado ahí por Arnold.
En la cafetería Hiro se prepara para dar su primer paso, sin embargo es frenado por Samuel quien le advierte de no alterar la historia rescatando a Charlie. Mientras en la misma cafetería Noah comparte su experiencia como agente de la compañía junto a Lauren Gilmore una agente de la compañía como el.
Hiro espía a Sylar hablando con Charlie, enterándose de que Sylar es capaz de detectar coágulos de sangre en ella, mientras pone su atención en su yo pasado conversando con Ando. Samuel le sugiere a Hiro ser precavido y este acepta, Charlie se dirige a la cocina y Sylar la sigue. Hiro sabiendo que es el momento exacto en el que Charlie murió, congela el tiempo y encierra a Sylar en un compartimiento para maletas en una Terminal. 
De regreso en la cafetería, Hiro le informa a Samuel sobre sus actos y Samuel le advierte que con Charlie viva, el Hiro del pasado no tendrá motivos para intentar salvarla por “primera vez”. Hiro entonces aprovecha de su propia ingenuidad para persuadir al Hiro del pasado que Charlie falleció y últimamente viajar en el tiempo para rescatarla. Eventualmente Hiro más confiado conversa con Charlie mencionando a Takezo Kensei en el progreso. Charlie le asegura saber sobre el héroe y comienza a recitar la información fuera de control. Hiro entonces recuerda el coágulo de sangre de Charlie, hecho que lo obliga a buscar a Sylar de nuevo, sabiendo que Sylar de alguna manera es capaz de “reparar” coágulos. Sin embargo la sorpresa se la lleva Hiro cuando Sylar lo ataca por la espalda.
Hiro utilizando su poder de controlar el tiempo logra razonar con Sylar convenciéndolo de sanar a Charlie a cambio de conocer lo que le espera en el futuro. Mientras Noah momentos después de intentar persuadir a Isaac Méndez de pintar el futuro, Noah gana una muy tentadora oportunidad en Lauren cuando esta le entrega las llaves de su apartamento. De regreso en la cafetería Hiro haciendo pasar a Sylar por un médico, logra reparar el coágulo de sangre de Charlie. Posteriormente Hiro se limita a revelarle a Sylar que en el futuro desatara una ola de asesinatos con tal de hacerse poderoso, aunque con la desgracia de perecer en el progreso. Hiro entonces acerca a Sylar hasta las porristas sin poder hacer nada para evitarlo. 
En el apartamento de Lauren, Noah le pone bien claro a Lauren sus propósitos y deseos, lo que desaniman y defraudan a Lauren. Más tarde Noah saluda a Claire en la escuela, una vez que regresa al trabajo se entera de que Lauren borro de su memoria todo rastro de su amor hacia Noah gracias al Haitiano. En la cafetería Hiro intenta animar a Charlie de su prolongada vida, sin embargo Charlie impresionada por las personas condenadas a morir, decide ante todo alejarse de Hiro. 
En un bar Hiro y Noah tienen un pequeño encuentro, en donde discuten acerca de lo muy duro y decepcionante que resulta ser el amor. Charlie regresa a Hiro disculpándose por su comportamiento y una vez que ambos se reconcilian, comparten un beso. Hiro y Charlie intentan pasar más tiempo juntos, hasta que inexplicablemente Hiro aparece en el carnaval ante Samuel. 
Samuel le explica rápidamente a Hiro que intenta arreglar la historia, utilizando a un nuevo viajero del tiempo, mientras le enseña a Hiro el cadáver de Arnold. Samuel entonces le confiesa Hiro que se aseguró de encarcelar a Charlie en otra época del tiempo, gracias al poder de Arnold, con tal de garantizar la cooperación de Hiro, aunque dentro de sus planes no espero que Arnold falleciera al usar su poder. Hiro sin más remedio acepta ayudar a Samuel, mientras Samuel recuerda que hace seis semanas de alguna manera y bajo motivaciones desconocidas mató a Mohinder Suresh.